# Рольф Герміхен
Рольф-Гюнтер Герміхен (нім. Rolf-Günther Hermichen; 25 липня 1918, Вернігероде — 23 травня 2014) — німецький льотчик-ас винищувальної авіації, майор люфтваффе. Кавалер Лицарського хреста Залізного хреста з дубовим листям.

## Біографія
Після закінчення авіаційного училища зарахований в 6-у ескадрилью 1-ї важкої винищувальної ескадри. Свою першу перемогу здобув 10 травня 1940 року у Франції (під час Французькій кампанії збив ще 3 літаки). В червні 1940 року переведений в 9-у ескадрилью 76-ї важкої винищувальної ескадри, у складі якої брав участь в битві за Британію, під час якої збив 4 літаки. З 25 квітня 1941 року служив в 6-й ескадрильї 210-ї ескадри швидкісних бомбардувальників, з 1 листопада 1941 року — в 7-й ескадрильї 26-ї винищувальної ескадри. Учасник Німецько-радянської війни. З березня 1942 року — ад'ютант 3-ї групи 26-ї винищувальної ескадри, дислокованої у Франції. З 1 травня 1942 року — командир 3-ї ескадрильї, з 15 червня 1943 року — 3-ї групи 26-ї винищувальної ескадри «Шлагетер». В січні-червні 1943 року знову воював на Східному фронті. 28 липня 1943 року здобув свою 31-у перемогу, збивши американський «Тіфон» на захід від Роттердама. З 16 червня 1943 по травень 1944 року —командир 1-ї групи 11-ї винищувальної ескадри. 20 лютого 1944 року протягом одного дня збив 4 В-24 (це були його 49-52 перемоги), 6 березня — 3 В-17, 8 березня — 4 чотиримоторні бомбардувальника протягом 20 хвилин. З 19 липня 1944 року — командир 1-ї групи 111-ї винищувальної ескадри. З 15 жовтня 1944 по 10 січня 1945 року командував 2-ю групою 104-ї винищувальної ескадри.
Всього за час бойових дій здійснив 629 бойових вильотів і збив 64 літаки, в тому числі 11 радянських і 26 чотиримоторних бомбардувальників В-17 та В-24.

## Нагороди
- Нагрудний знак пілота
- Залізний хрест 2-го і 1-го класу
- Почесний Кубок Люфтваффе (5 січня 1942)
- Німецький хрест в золоті (2 листопада 1942)
- Лицарський хрест Залізного хреста з дубовим листям
  - лицарський хрест (26 березня 1944) — за 50 перемог.
  - дубове листя (№748; 19 лютого 1945)
- Авіаційна планка винищувача в золоті з підвіскою